# 나카다 주지
나카다 주지(中田重治, 1870년 11월 20일 ~ 1939년 9월 24일)는 메이지 시대부터 쇼와 시대 초기를 걸쳐 활약했던 일본의 교회 감독, 대중전도자, 순회전도자, 목사, 신학교(가시와기 성서학원) 교수 및 교장, 설교가, 번역가, 찬송가 작곡가, 실업가, 언론인, 신학자이다.
메이지 시대의 감리교의 목사 나카다 히사키치는 친형, 일본을 대표하는 교회음악가 나카다 슈고는 그의 차남이다.

## 개요
나카다 주지는 일본홀리니스교회 (성결교)의 창립자 중 한 사람으로써 초대 감독이며, 일본홀리니스교회를 기존 5대 교단(장로교, 감리교, 회중교회, 침례교, 루터교)에 필적하는 거대 교단으로 발전시킨 공로자이다. 1936년 10월 나카다 주지 목사의 일유동조론에 관한 신학적인 문제로, 일본 홀리니스 교단은 분열되고 말았다. 그 후 잔류한 교역자들과 함께 기요메 교회를 창설하였고, 동교회의 종신 감독이 된다.
거룩파(성결파)의 중심적인 지도자로써 활동은, 마쓰에 그룹과 동시에 거룩파의 흐름을 만들었다. 그들 그룹은 전후의 복음파 형성에 중심적인 역할을 하였다. 유창한 설교와 대규모 전도활동으로 인해 일본의 드와이트 무디라고 불리며 부흥사로 인정을 얻었다.
무교회주의의 창시자 우치무라 간조와 함께 예수 재림 운동을 전개하였으며, 그와 동시에 성경에서 계시된 유대민족의 회복과 부흥이 예수 그리스도의 재림과 직접적인 관련이 있는 것임을 깨닫고 1930년대부터 유대민족을 위한 기도와 봉사를 시작하였다.

## 같이 보기
- 찰스 카우만